# 대한민국 제19대 대통령 선거 세종특별자치시
이 문서는 대한민국 제19대 대통령 선거의 세종특별자치시 지역 개표 결과이다.

## 개표 결과
|  | 51.08% |

|  | 21.02% |

|  | 15.24% |

|  | 6.14% |

|  | 6.03% |

|  | 0.10% |

|  | 0.08% |

|  | 0.08% |

|  | 0.04% |

|  | 0.03% |

|  | 0.03% |

|  | 0.02% |

|  | 0.02% |

더불어민주당 문재인 후보가 과반이 넘는 51.08%의 득표율을 기록하면서 세종특별자치시에서 승리를 거두었다. 문재인 후보는 지난 대선 때보다 더 높은 득표율을 기록하는 성과를 거두었다.
국민의당 안철수 후보는 21.02%의 득표율로 2위를 차지했다.
자유한국당 홍준표 후보는 15.24%의 득표율로 3위에 자리했다. 홍준표 후보는 15%를 겨우 넘기는 득표율을 기록하면서 참패했다.
정의당 심상정 후보는 6.14%의 득표율로 4위를 차지했다.
바른정당 유승민 후보는 6.03%의 득표율을 기록하면서 5위에 자리했다.

## 같이 보기
- 대한민국 제19대 대통령 선거